# زفيزف

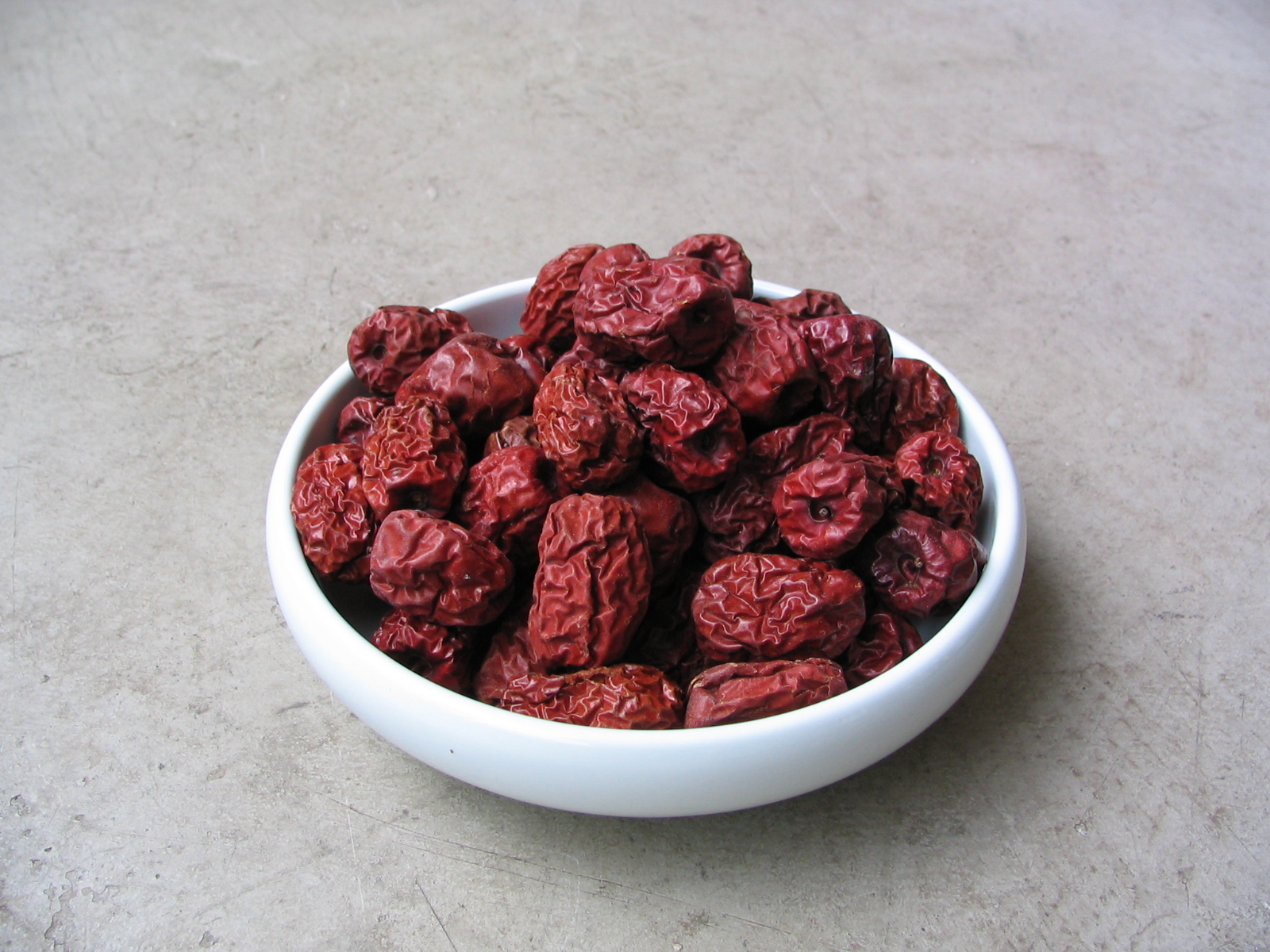
العناب (الزفيزف العنابي)

العُنَّاب أو الزفيزف أو السدر أو النبق أو الزفزوف أو الزجزاج أو الاردج أو الجوجوبا أو الأرج أو السنجد (الاسم العلمي: Ziziphus) هو جنس من النباتات يتبع الفصيلة السدرية من رتبة الورديات.

## في التسميات
يحدث هناك خلط بالأسماء بين الجنسين القريبين السدر (الاسم العلمي:Rhamnus) والزفيزف. أشجار السدر تكثر في مناطق الشرق الأوسط  وشمال إفريقيا ويعرف ثمرها بالنبق أو النبڨ  كما يلفظ بالعراقي وهو كروي يشبه (الزعرور) أو طولي الشكل يشبه (الزيتون) لونه أخضر قبل النضج ويكون أصفر عند نضجه ثم يصبح بنّيا عندما يزداد نضجا أو قبل أن يتلف ويتيبس، طعم الثمار حلو ولذيذ، وهناك أنواع عديدة ذات مذاق مختلف، وينتج عن ورقه مادة صابونية حين فركه مع الماء.

## أنواع الزفيزف
- عناب
- سدر
- زفيزف أزغب
- زفيزف أزغب العروق
- زفيزف أفريقي
- زفيزف باري
- زفيزف بيضاوي
- زفيزف تالاناي
- زفيزف جبلي
- زفيزف حاد الأوراق
- زفيزف حبشي
- زفيزف حريف الأوراق
- زفيزف شوك المسيح
- زفيزف شوكي
- زفيزف صغير الأوراق
- زفيزف غواتيمالي
- زفيزف قرصي
- زفيزف قرفي
- زفيزف كروي الثمار
- زفيزف لوطسي
- زفيزف متغضن
- زفيزف متموج
- زفيزف مسوق
- زفيزف معرق
- زفيزف مفلطح الأوراق
- زفيزف مكسيكي
- زفيزف منحني
- زفيزف مؤنف
- زفيزف نهري

## في الثقافة

### السدر في الديانة الإسلامية
ورد في القرآن الكريم كلمة (سدر) مرتين في سورة سبأ الآية (16) وفي سورة الواقعة الآية (28) وكلمة (سدرة) في سورة النجم الآية (14) وكلمة (السدرة) في سورة النجم الآية (16).

### السدر في الفلكلور
هناك معتقدات غريبة بخصوص شجرة السدر أو (شجرة النبق) فهم يعتنون بها ويستفيدون من ثمرها وظلها ولا يقبلون قطعها لاعتقادهم بأن من يقطعها يموت عاجلاً أي (يبشر نفسه بالموت).

### السدر في الأمثال الشعبية
(من سبق أكل النبق) هو مثل شعبي مشهور غي العالم العربي خاصة في مصر. ويعني أن من يسبق في القيام بما يلزم للحصول على ما يريد، تكون لديه فرصة أكبر من غيره في إدراكه. ومما يشبه ذلك المثل، المثل اللبناني (من سبق شم الحبق) وكذلك المثل الإنجليزي (The early bird gets/catches the worm).

### حسب بعض المعتقدات
شجرة أسطورية محفوفة بالقداسة والأسرار والعوالم الغيبية، تجتمع في كينونتها المتضادات والقدرات، فهي مكان ولادة الجن، ومحط استراحتهم في الليل، وفي النهار ظل للإنس، وثمرتها(النبق)غذاء لهم، وأوراقها (السدر) طيبُ يُغسل به موتاهم ودواء يستحم به مرضاهم إذا سُحروا أوأصابهم مسُ من الجن، وأغصانها مكان حسن لتعليق السحر أو الطب.
وإذا نبتت السدرة في مكان من تلقاء نفسها دون تدخل من الإنس فهي لا تقلع إلا بعد الرجوع إلى الجن وأخذ موافقتهم على القلع ونادراً ما يوافقون، ولهذا الإجراء طرقه وطقوسه المعروفة عند السكان المحليين"،ويعني نبت السدرة في المكان عند البعض فقد أحد الأولاد أو موت صاحب المكان، ولذالك فهي نذير خوف ورهبه وتشاؤم. وقد ارتبطت السدرة وأوراقها بالأدعية عند المرض والموت، وحين الزرع والقلع، ومن الخصائص النباتية للسدره أنها شجرة معمرة، دائمة الخضرة، بطيئة النمو.

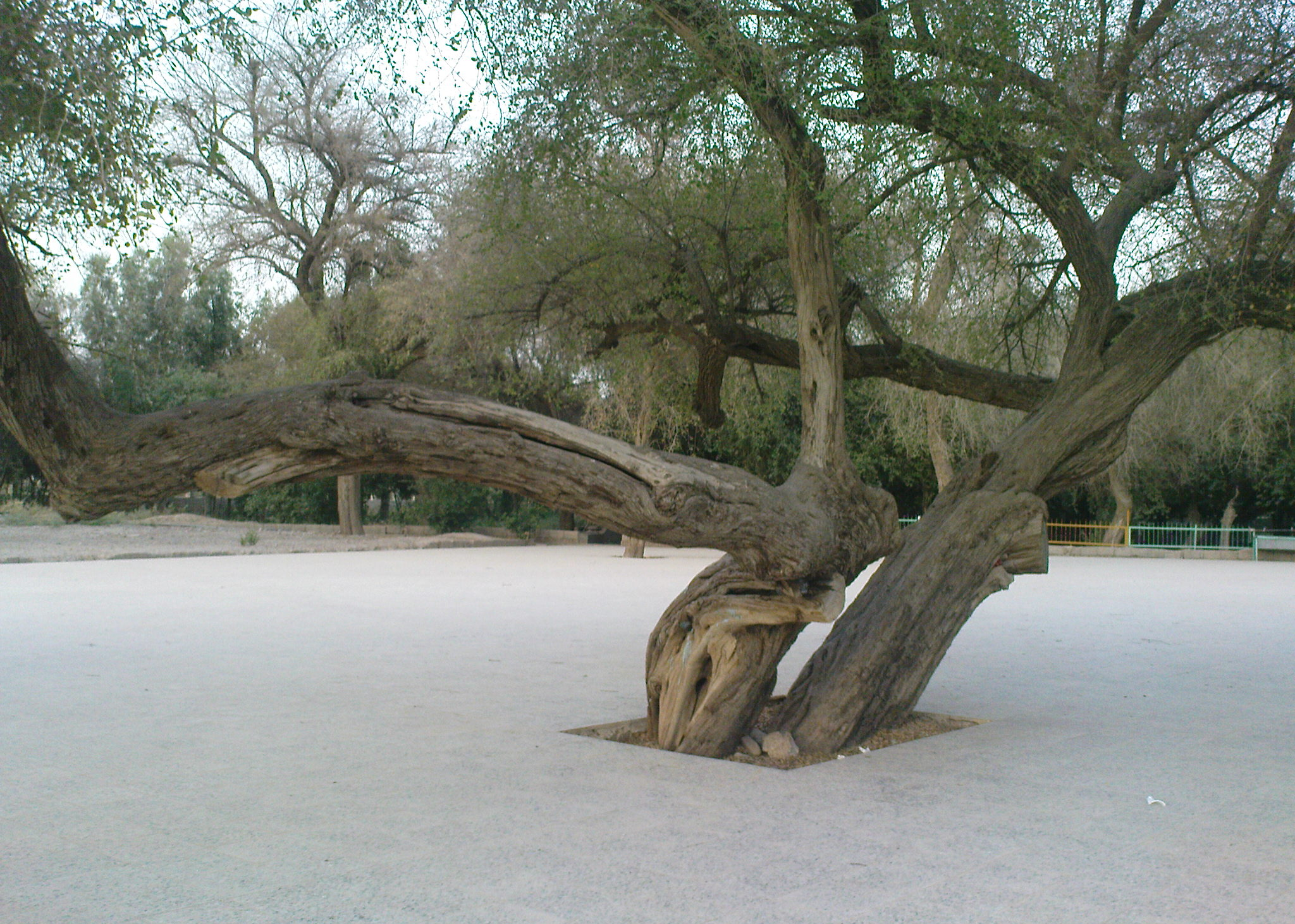
سدر جبلي في إیران